# Phyllobrotica
Phyllobrotica is een geslacht van kevers uit de familie bladkevers (Chrysomelidae).
De wetenschappelijke naam van het geslacht werd in 1837 gepubliceerd door Louis Alexandre Auguste Chevrolat.

## Soorten
- Phyllobrotica adusta Creutzer, 1799
- Phyllobrotica adusta Creutzer, 1799
- Phyllobrotica antennata (Schaeffer, 1932)
- Phyllobrotica aslani Warchalowski, 1998
- Phyllobrotica binotata (Ogloblin, 1936)
- Phyllobrotica chujoi Kimoto, 1969
- Phyllobrotica circumdata (Say, 1824)
- Phyllobrotica costipennis (Horn, 1893)
- Phyllobrotica decorata (Say, 1824)
- Phyllobrotica elegans Kraatz, 1866
- Phyllobrotica elegans (Kraatz, 1866)
- Phyllobrotica elegatula (Jacoby, 1896)
- Phyllobrotica frontalis (Weise, 1886)
- Phyllobrotica humeralis (Kraatz, 1891)
- Phyllobrotica komiyai Takizawa, 1985
- Phyllobrotica leechi (Blake, 1956)
- Phyllobrotica lengi (Blatchley, 1910)
- Phyllobrotica limbata (Fabricius, 1801)
- Phyllobrotica luperina (Leconte, 1865)
- Phyllobrotica nigripes (Horn, 1893)
- Phyllobrotica nigritarsis (Linell, 1898)
- Phyllobrotica physostegiae Riley, 1979
- Phyllobrotica quadrimaculata (Linnaeus, 1758)
- Phyllobrotica quadrimaculata Linnaeus, 1758
- Phyllobrotica sauteri (Chujo, 1935)
- Phyllobrotica sequoiensis (Blake, 1956)
- Phyllobrotica shirozui Kimoto, 1969
- Phyllobrotica signata (Mannerheim, 1825)
- Phyllobrotica sororia (Horn, 1896)
- Phyllobrotica spinicoxa (Laboissiere, 1929)
- Phyllobrotica stenidea (Schaffer, 1932)
- Phyllobrotica viridipennis (Leconte, 1859)
- Phyllobrotica vittata (Horn, 1893)